# معركة عروى
معركة عروى كانت بين الدولة السعودية الثانية وبين إمارة جبل شمر عام 1300هـ 1883م، وانتصرت فيها إمارة جبل شمر.

## مكان المعركة
مورد ماء في عالية نجد قرب العارض اسمه عروى من ديار عتيبة.

## أسبابها
كانت العلاقات بين الإمام عبد الله بن فيصل آل سعود والأمير محمد بن عبد الله بن رشيد حاكم جبل شمر، قد بلغت من السوء، أيما مبلغ سنة 1299هـ بسبب حصار الإمام لبلدة المجمعة، عندها استصرخ أهل المجمعة ابن رشيد وأقبل لمناصرتهم، وكان مع الإمام عبد الله أهل العارض ومن البوادي عتيبة، رجع الإمام عبد الله من الحصار وتفرقت عتيبة، ولم يحصل قتال.
ثم توجه محمد بن سعود بن فيصل آل سعود «غزلان»، وقد سُمي غزالان لجماله، وهو من نوادر آل سعود في الشجاعة بل أنه جمع الإمارة والوسامة والشجاعة وموهبة الشِعر، توجه إلى عتيبة واستفزع بهم من بعد الله ضد عدوهم المشترك ابن رشيد كما أن عتيبة عانت كثيرا من غزوات ابن رشيد وحاول مرارا وتكرارا أن يطّوعها لكن لم يستطع.
وبالفعل خرجت فئات كبيرة من قبيلة عتيبة مع الإمام، وقاموا بعدة غزوات على الموالين لابن رشيد كحرب وغيرها، بل أنهم أغاروا على البلدان الواقعة جنوب غرب جبل سلمى وفي عمق ديار ابن رشيد، مما شكّل تهديدا صريحا لأمن حائل وعربانها.
عندما وصلت أنباء غزوات غزالان السابقة إلى حائل، كان عند ابن رشيد الشاعر، فجحان الفراوي فنظم فجحان قصيده، موجهه إلى غزالان يمدحه فيها، ويستفزه وينصحه بعدم التحرش بآل رشيد فيقول:
عندما وصلت قصيدة فجحان للامير غزالان، رد عليها بقصيده طويله ننتقي منها الابيات التي لها مساس بموضوعنا، جاء فيها والقول لغزالان، متهددا ال رشيد حتى لو كانوا في قصر الإمارة بحائل برزان سوف يغزوهم في حائل.
- والشاهد قول غزالان:

بعد هذه المساجلة والتهديد المتبادل، قام غزالان بالتعبئة للغزوه، فأختار غزالان موقع عروى لتوسطة في ديار عتيبة، حتى تقدم عليه جميع فئات عتيبة، ولايكون المكان بعيدا عنهم، وأتت أفزاع عتيبة من كل مكان فقدم الشيخ عقاب بن شبنان بن حميد وابن عمه الأمير محمد بن هندي وكافة برقا، حتى أن الشيخ هذال بن فهيد جاء من عد قطان على حدود الحجاز مع نجد، وكذالك الشيخ مناحي الهيضل، وكذاك اتت إفزاع الروقة على الأمير تركي بن سلطان بن ربيعان، وحضر كذلك الأمير ناصر بن محيا والأمير صنيتان الضيط وتكاملت الجموع وأقيمت العرضات الحربية، أستعدادا للتوجه إلى حائل، فعندما أجتمعت الجموع على عروى، جائهم نذير ويقول أن ابن رشيد وجيشه قد أقبلوا، كانت مفاجئه، فأخذوا أستعدادهم على عجل واشتبكت الجموع وكان مع ابن رشيد حاضرة وبادية منهم شمر وحاضرة بريدة وحاضرة حائل وما حولها.

## المعركة
بعد أن سار محمد بن رشيد ومعه حسن آل مهنا أبا الخيل أمير بريدة ودخلوا المجمعة وجعل ابن رشيد أميرا عليها من معه هو سليمان بن سامي من أهالي حائل. كل ذلك إثار حماس أحد أبناء سعود بن فيصل وهو محمد بن سعود الملقب «غزلان» الذي طلب من إخوته تناسي خلافاتهم مع عمهم عبد الله إذ كان الصراع مستشري بينهم في ذلك الوقت، والخروج لقتال عدوهم الأمير محمد بن رشيد فلم يوافقوه فخرج بنفسه عام 1300هـ.
وقصد بوادي قبيلة عتيبة يستنجد بهم على ابن رشيد فأجتمعت اليه قبيلة عتيبة لمعاداتهم لابن رشيد وميلهم لآل سعود فبلغ ذلك ابن رشيد فخرج من حائل بجنوده من البادية والحاضرة وإتجه مسرعاً إلى تجمع عتيبة، وكتب إلى حسن ال مهنا أمير بريدة أن يقدم اليه بجنود أهل القصيم والتقي ابن رشيد بهم علي ماء يسمي عروى فثبت الأمير محمد بن سعود ومن معه من بوادي عتيبة وهزموا ابن رشيد أول الأمر إلا أن وصول أمير بريدة حسن بن مهنا بجنوده من أهل القصيم قد إنقذوا ابن رشيد من هزيمة محققة وقلبها إلى نصر.
كانت معركه هائلة ثبتت فيها عتيبة واستطاعت أن تهزم ابن رشيد وجموعه في بداية المعركة حيث أن الأمير غزالان ابلى شجاعة فائقة في المعركة حتى عقرت ثلاث من الخيل تحته وحملوه (عتيبة) ثلاث مرات في ذلك اليوم. ولأن جيش ابن رشيد جفل من كثرة خيل عتيبة، حتى إنسحب بعض من أفراد جيش ابن رشيد من الميدان، لكن الأمير المحنك حسن بن مهنا أمير بريدة نوخ الجمل وثبت وثبت معه القصمان، فلما رأهم بقيه الجيش ثبتوا جميعا، ورجعوا إلى الميدان، فحدثت انتكاسه وقد سقط الشيخ الفارس محمد بن هندي ابن حميد الذي ظل يدافع وهو على ظهر فرسه، فحذف الرمح من يده وامتشق السيف وظل يبارز حتى أتته رصاصة طائشة اصابت ساقه، وعندها التفت ابن اخته الفارس الشيخ ضيف الله بن تركي بن حميد وصاح له يا خالي والدمع يسقط من عينيه ظناً ان خاله سوف يقتل.
- وقال الفارس ضيف الله بن حميد:

- ويقول حمود ابن رشيد مخاطباً ابن هندي:

وقد أصيب أيضاً في هذه المعركة الشيخ الفارس غازي بن سياف بن محيا وسقط من فرسه بعدما استبسل في المعركة وعندما أجتمع أبناء عمه الشيوخ ناصر بن محيا وسداح بن محيا وزايد بن محيا أفتقدوا غازي بن سياف وعرفوا أن إصابه سوء، وبعد ذلك رجعوا إلى الخصم وأستطاع المحيا أن يقتحموا الجموع ذلك اليوم وينزل سداح بن محيا من فرسه ليحمله ويخرجه من المعركة.
- وقال الشاعر سدران بن شحيمان الحمادي العتيبي وهو يثني على شيوخ عتيبة:

يقصد الشاعر ذوي حمد هم آل حميد، وتركي ولد سلطان هو تركي بن سلطان بن ربيعان، وابن سياف هو غازي بن سياف بن محيا.
يروي مقبل الذكير ومحمد العبيد أن ابن رشيد مر علي بريدة وانضم إليه أميرها حسن المهنا بجنود أهل القصيم وسارا معا الي عروى فالتقي الطرفان فيها فانهزم جيش ابن رشيد إلا أن حسن المهنا صمد بجنوده من أهل القصيم مما جعل ابن رشيد وجيشه يتشجعون ويعودون للقتال مرة أخرى فانقلبت هزيمتهم الي نصر فانهزم محمد بن سعود إلى الخرج وانهزمت قبيلة عتيبة، ونزل ابن رشيد على الماء، وتفرقت فلول عتيبة بعد الهزيمة في الأودية والشعاب، وكان مع محمد المهاد ثلاثة من العجمان: حزام بن حثلين وفاران بن حثلين وليل المتلقم وقد بعثهم ابن رشيد بشيرًا إلى راكان بن حثلين بهزيمة عتيبة وانتصاره عليهم. ومع بسالة قبيلة عتيبة في المعركة إلا أن التنظيم العسكري لابن رشيد ومن معه من فرسان شمر وأهل القصيم وهو الذي أنجحهم.

## قصائد المعركة
- أشار الشيخ ضيف الله بن حميد بقوله:

- وقال الأمير الفارس حمود بن عبيد الرشيد مخاطبا الشيخ محمد بن هندي:

- وقال مخاطبا الشيخ صنيتان الضيط:

- ورد عليه ضيف الله العفار بن حميد:

- وذكر راكان بن حثلين أيضاً:

- وهذا الشاعر محمد بن هويدي راعي المجمعة مخاطبا محمد بن هندي:

- وقال مخاطباً بن محيا:

- وذكر الشاعر والفارس فراج التويجر الدماسي فرسان الحناتيش «هل العرفاء»، وذكر فرسان الكرزان من المقطة جماعة بن حميد بقوله: